# Zimní stadion Teplice
Zimní stadion Teplice (oficiálně Zimák přezdívaný také jako Zimní stadion Na Stínadlech) je stadion v českých Teplicích určený pro lední hokej a krasobruslení. Nachází se přibližně sto metrů od Sportovní haly ve Sportovním areálu Teplice na západu města. Byl otevřen v únoru 2019. Slouží jako domácí stadion pro hokejový klub Teplice Huskies. Celý projekt stál přibližně 230 milionů korun.

## Historie

### Starý teplický stadion
Zimní stadion s kapacitou 6000 diváků se v Teplicích nacházel mezi roky 1976 až 2016. V roce 2007 z něj odešel místní hokejový tým HC Stadion Teplice a v roce 2011 i sportovní mládež. Stadionu se v roce 2011 zřítila střecha, město o něj nemělo zájem, a později bylo rozhodnuto o jeho demolici. Na jeho místě došlo k výstavbě nového obchodního centra.

### Zimák Teplice
Zahájení realizace nového stadionu počalo rozhodnutí Zastupitelstva města Teplic v roce 2013. Zastupitelé na základě zastavovací studie, zpracované teplickou architektonickou kanceláří MISE, odsouhlasili místo pro výstavbu stadionu v lokaci Na Stínadlech. Projektové práce zadalo město společnosti SIAL architekti a inženýři z Liberce v roce 2016.

## Popis
Ledová plocha stadionu má rozměry 56 m x 26 m. Hlediště je pro 450 sedících a 300 stojících diváků (balkon kolem celé ledové plochy), dále vytápěný „mamabox" pro doprovod trénujících sportovců (s kapacitou 15 osob). Je zde také 10 šaten pro 200 sportovců, 1 šatna pro veřejnost (40 osob) a převlékárna v hledišti.